# Noam Murro
Noam Murro (Gerusalemme, 16 agosto 1961) è un regista israeliano.

## Biografia
Dopo gli studi in architettura si dedica ben presto alla regia, affermandosi negli anni come regista pubblicitario. È stato candidato sei volte ai DGA Awards, vincendo il premio nel 2005 e nel 2012. Ha diretto campagne pubblicitarie per noti marchi come Adidas, Nike, eBay, Volkswagen, Land Rover, Toshiba, Stella Artois e molti altri. Assieme a Shawn Lacy Tessaro ha fondato la società di produzione Biscuit Films, con cui ha realizzato numerose campagne pubblicitarie di successo.
Nel 2003 realizza la campagna pubblicitaria per Got Milk?, decretata da Adcritic.com miglior spot pubblicitario dell'anno e vincitore di un Cannes Lion Award al Festival Internazionale della Creatività Leoni di Cannes. Nel 2005 vince nuovamente un Cannes Lion Award per la campagna Olympus.
Nel 2008 debutta alla regia cinematografica realizzando il suo primo lungometraggio Smart People, commedia indipendente presentata al Sundance Film Festival 2008. Murro stava per debuttare alla regia cinematografica nel 2005, quando è stato vicino a dirigere il film The Ring 2.
Murro era stato inizialmente scelto per dirigere il film Die Hard - Un buon giorno per morire, ma abbandonò il progetto per dedicarsi a 300 - L'alba di un impero, midquel di 300.

## Filmografia
- Smart People (2008)
- 300 - L'alba di un impero (300: Rise of an Empire) (2014)
- La collina dei conigli (Watership Down) - miniserie TV (2018)